# ボリス・アサフィエフ
ボリス・ヴラディミロヴィチ・アサフィエフ（ロシア語: Бори́с Влади́мирович Аса́фьев, ラテン文字転写: Boris Vladimirovich Asafiev 、1884年7月29日（ユリウス暦7月17日）サンクトペテルブルク - 1949年1月27日モスクワ）は、ロシアの作曲家。バレエ音楽家としては、ロプホーフ、イワーノフ、ワイノーネン、ザハーロフらの演出、振付に協力した。また、ソ連時代の音楽評論家としての活動や、プロコフィエフとの親交によっても名を残している。筆名はイーゴリ・ヴラジミロヴィチ・グレーボフ（Игорь Владимирович Глебов）。ソビエト連邦国民芸術家。ソビエト連邦科学アカデミー正会員。ソビエト連邦作曲家同盟議長。

## 生涯
生い立ち

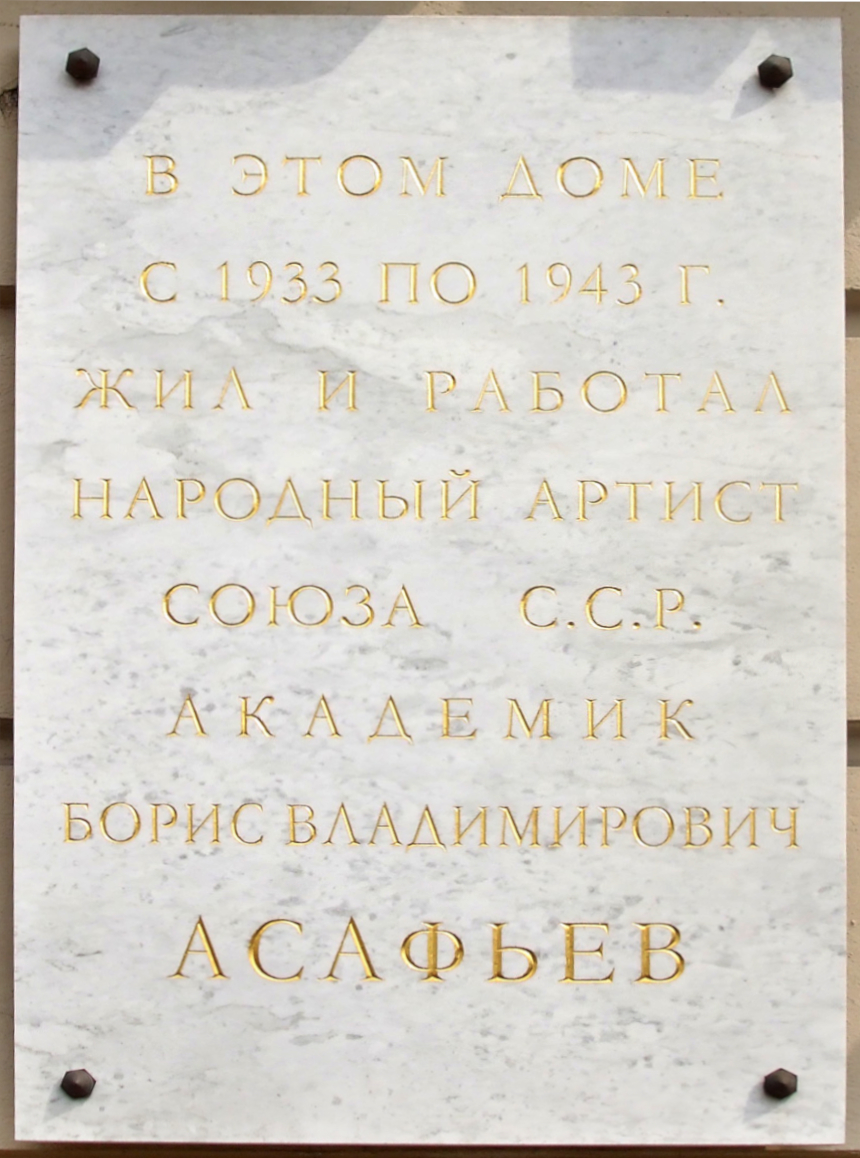
サンクトペテルブルクにある記念プレート(1933年から1943年までこの家に居住)

1884年、サンクトペテルブルクの公務員の家庭に生まれた。子供のころから音楽を学び、1903年にギムナジウムを卒業。1904年から1910年にかけてペテルブルク音楽院でニコライ・リムスキー＝コルサコフとアナトーリ・リャードフに師事。音楽院ではプロコフィエフやミャスコフスキーと知り合い、以降長きにわたり付き合うことになった。音楽院に在籍すると同時に、サンクトペテルブルク大学歴史文学部で学び、1908年に卒業。
芸術家として
1910年にマリインスキー劇場バレエ部門のコレペティトールに就任し、1921年より国立芸術史協会音楽部門を監督した。1925年にレニングラード音楽院に音楽学部を創設。1943年にモスクワ芸術史研究所を創設した。
作曲家としてのアサフィエフは、11のオペラと、28のバレエ音楽のほかに、5つの交響曲と2つのカンタータ、多数の歌曲を作曲した。
音楽学者としては、1914年雑誌「音楽」誌上で評論活動を開始した。『経過としての音楽形式』『19世紀初頭以降のロシア音楽』（日本語題『ロシヤの音楽』）『グリンカ』『ストラヴィンスキー』を上梓している。

## 作曲作品
歌劇
- 灰かぶり姫, 1906年
- 雪の王, 1907年‐アンデルセンの「雪の女王」を基とする
- 侍従長の妻, 1935年
- ミーニンとポジャルスキー, 1936年 - 1938年
- 黄金色の髪の乙女, 1938年
- 青銅の騎士, 1939年‐プーシキンの「青銅の騎士」を基とする
- 雷雨, 1939年 - 1940年‐オストロフスキーの「雷雨」を基とする
- 黒死病のさなかの宴会, 1940年‐プーシキンの小悲劇第4編「黒死病の時代の饗宴」を基とする
- スラヴ美人（魔法の城）, 1940年
- （オペレッタ）クラレッタの経歴, 1940年

バレエ音楽
- 白百合（詩人の夢）, 1910年 - 1914年
- 妖精の贈り物, 1910年
- 謝肉祭の王, 1914年
- 氷の乙女（ソルヴェイグ）, 1918年
- カルマニョーラ, 1918年
- パリの炎, 1932年：フランス革命が題材。代表作
- バフチサライの泉, 1933年 / 34年：代表作
- 救いのない幻想, 1934年
- パルチザン, 1935年
- コーカサスの虜, 1936年‐プーシキンの「コーカサスの虜」を基とする
- クリスマスの夜, 1937年-ゴーゴリのディカーニカ近郷夜話第5編「降誕祭の前夜」を基とする
- 美しきラッダ, 1937年
- イワン・ボロトニコフ, 1938年
- ステンカ・ラージン, 1939年
- アシク・ケリブ, 1939年 / 40年
- （バレエダンサーの肖像 - バレエ組曲, 1940年）
- シュラミス, 1940年 / 41年
- 雪片, 1941年
- ヌリン大公, 1941年 - 1943年
- 死の墓堀人, 1943年
- 石の客, 1943年‐プーシキンの小悲劇第3編「石の客」を基とする
- ラダ, 1943年
- フランチェスカ・ダ・リミニ, 1943年
- 農民に扮した姫君, 1945年‐プーシキンのベールキン物語第5編「百姓令嬢」を基とする
- 春のおとぎ話, 1946年
- 家族, 1947年
- ミリツァ, 1942年 - 47年

交響曲・協奏的作品
- 5つの交響曲
- クラリネット協奏曲, 1939年
- ギター協奏曲, 1939年
- ピアノ協奏曲, 1939年

室内楽曲
- 弦楽四重奏曲, 1940年
- 独奏ヴィオラのためのソナタ, 1938年
- チェロと ピアノのためのソナタ, 1935年
- トランペットとピアノのためのソナタ, 1939年
- オーボエとピアノのためのソナチネ, 1939年
- ホルンとピアノのための変奏曲, 1940年

## 著作
- 『音楽教育論選集』（1965年）

日本語訳のある著作
- 『ロシヤの音楽』上下2巻（樹下節訳／音楽之友社、1954年）